# Mallotoblatta pubescens
Mallotoblatta pubescens är en kackerlacksart som beskrevs av Henri Saussure och Leo Zehntner 1895. Mallotoblatta pubescens ingår i släktet Mallotoblatta och familjen småkackerlackor.
Artens utbredningsområde är Madagaskar. Inga underarter finns listade i Catalogue of Life.